# Mary MacGregor
Mary MacGregor (Saint Paul, 6 de mayo de 1948) es una cantante estadounidense, conocida sobre todo por su canción "Torn Between Two Lovers", que encabezó las listas de Billboard durante dos semanas en 1976.

## Biografía
MacGregor nació en St. Paul, Minnesota, Estados Unidos. Comenzó a estudiar piano a los seis años y cantó con bandas cuando era una adolescente. Se graduó del Saint Joseph's Academy en 1966, asistiendo brevemente a la Universidad de Minnesota, comenzó a recorrer el país con diversos actos y llamó la atención de Peter Yarrow, integrante de Peter, Paul and Mary. Se unió con Jarrow cantando en sus coros en una sola gira y apareció en su álbum de Love Songs.
Firmada por Discos Ariola América, MacGregor liberó un sencillo en su debut "Torn Between Two Lovers", a fines de 1976. Este fue un éxito aplastante para febrero de 1977. El año nuevo vio al sencillo llegar a la cima tanto en las listas Pop como de adultos contemporáneos y fue certificado con un disco de oro. En suma. llegó al N° 3 de las listas de Música Country y también llega al N° 4 en las listas del Reino Unido. Dos sencillos de ese álbum del mismo nombre, también escritos y producidos por Yarrow, llegaron a las listas pero no tuvieron la aceptación del sencillo exitoso.
En 1980 ganó en Japón el Festival Yamaha Music con la canción "What's The Use?".
Actualmente vive en Creston, California, está casada, tiene dos hijos y está retirada de la música.

## Discografía

### Álbumes
| Año  | Álbum                          | Posiciones | Posiciones | Posiciones | Posiciones | Sello discográfico |
| Año  | Álbum                          | US         | US Country | CAN        | UK         | Sello discográfico |
| ---- | ------------------------------ | ---------- | ---------- | ---------- | ---------- | ------------------ |
| 1976 | Torn Between Two Lovers        | 17         | 3          | 28         | 59         | Ariola             |
| 1978 | ...In Your Eyes                | —          | —          | —          | —          | Ariola             |
| 1979 | Mary MacGregor's Greatest Hits | —          | —          | —          | —          | Ariola             |
| 1980 | Mary MacGregor                 | —          | —          | —          | —          | RSO                |

### Canciones
| Año  | Título                               | Posiciones | Posiciones | Posiciones | Posiciones | Posiciones | Posiciones  | Posiciones | Álbum                          |
| Año  | Título                               | US         | US AC      | US Country | CAN        | CAN AC     | CAN Country | UK         | Álbum                          |
| ---- | ------------------------------------ | ---------- | ---------- | ---------- | ---------- | ---------- | ----------- | ---------- | ------------------------------ |
| 1976 | "Torn Between Two Lovers"            | 1          | 1          | 3          | 1          | 1          | 3           | 4          | Torn Between Two Lovers        |
| 1977 | "The Girl (Has Turned into a Woman)" | 46         | 27         | 36         | 60         | 23         | 38          | —          | Torn Between Two Lovers        |
| 1977 | "For a While"                        | 90         | 38         | 86         | 77         | 14         | —           | —          | Torn Between Two Lovers        |
| 1978 | "I've Never Been to Me"              | —          | —          | —          | —          | 29         | —           | —          | In Your Eyes                   |
| 1978 | "Memories"                           | —          | —          | —          | —          | —          | —           | —          | In Your Eyes                   |
| 1978 | "The Wedding Song (There Is Love)"   | 81         | 23         | —          | —          | —          | —           | —          | Mary MacGregor's Greatest Hits |
| 1979 | "Good Friend"                        | 39         | 11         | —          | 86         | 6          | —           | —          | Mary MacGregor                 |
| 1980 | "Dancing Like Lovers"                | 72         | 31         | —          | —          | —          | —           | —          | Mary MacGregor                 |
| 1980 | "Somebody Please"                    | —          | —          | —          | —          | —          | —           | —          | Mary MacGregor                 |